# Progriess (rejon salski)
Progriess (ros. Прогресс) – osiedle w Rosji, w obwodzie rostowskim, w rejonie salskim. W 2010 liczyło 334 mieszkańców.